# Bruno Venturini (cantante)
Bruno Venturini, pseudonimo di Bonaventura Esposito (Pagani, 1º dicembre 1945), è un cantante italiano. Ha tenuto concerti in tutto il mondo. La sua opera discografica più conosciuta è l'Antologia della Canzone napoletana (Joker) pubblicata dalla SAAR Records di Milano.

## Biografia
Nato e cresciuto a Pagani in provincia di Salerno. Il padre Raffaele era napoletano, di professione commerciante di tessuti, mentre la madre Vittoria Fusco era originaria di Angri. A dieci anni nel 1955 si trasferisce a Roma, in seguito a una grave malattia, la cirrosi epatica, che improvvisamente colpisce il padre.
Durante il periodo delle scuole elementari viene scelto per una breve esperienza nel coro de La Radio per le scuole, un programma radiofonico che, nei primi anni cinquanta, è presentato da Nunzio Filogamo.
Per sostenere parte delle spese ospedaliere del genitore, nel 1957 il fratello maggiore Peppino comincia a girare per i mercatini della capitale come venditore ambulante di maglieria e lui lo accompagna cantando per attirare i passanti. In una di queste occasioni, a Porta Portese, viene ascoltato per caso dal tenore Mario Lanza che con Marisa Allasio gira per strada alcune scene del film Arrivederci Roma e viene da quest'ultimo incoraggiato a studiare e a perfezionarsi nel canto, dopo aver ricevuto in dono dieci dollari autografati.
Il mese successivo il padre muore e si trasferisce a Salerno con la madre e i fratelli; consegue la licenza media proseguendo poi gli studi presso l'istituto di ragioneria. In questi anni durante uno degli spettacoli di beneficenza a cui spesso prende parte tra gli altri giovani figuranti, presso i piccoli teatri e auditorium sparsi in città, conosce un'ex cantante lirica che entusiasmata dalle sue potenzialità si impegna a farlo studiare canto al liceo musicale. La prova d'ingresso dura poche battute di Torna a Surriento. Il maestro Alfredo Giorleo dopo averlo sentito cantare, gli offre gratuitamente ore di lezione e si offre di pagare il metodo Bona di solfeggio. Nel docufilm Vinilici. Perché il vinile ama la musica (2018), regia di Fulvio Iannucci, racconta dei suoi esordi con la famiglia Esposito a Napoli, alla Società Fonografica Napoletana, poi divenuta Phonotype.

### Il debutto
Il debutto avviene a Napoli la sera del 15 agosto 1959 alla festa di Porta Capuana. Il signor Visconti un commerciante collega del fratello maggiore, propone a Bruno di partecipare alla manifestazione canora intitolata Porta Capuana 'n festa di cui Raffaele Russo è il promotore. Sono presenti grandi nomi ma c'è anche una piccola sezione dedicata agli esordienti con l'orchestra di Radio Napoli diretta da Luigi Vinci e la conduzione di Corrado. Dopo l'esibizione di Gino Latilla tocca a lui che canta tre brani in napoletano: Passiggiatella di Nisa e Rendine, Serenatella 'e Maggio di De Crescenzo e Oliviero, L'urdemo raggio 'e luna di Fiore e Vian; l'esibizione è un successo. Così appena terminata l'esibizione gli si avvicina Lello Esposito, direttore e comproprietario insieme ai fratelli di una delle più note case discografiche napoletane di allora, la Phonotype Record, che lo invita a un'audizione. Nel 1962 partecipa al Gran Festival di Piedigrotta.

### L'Antologia della Canzone Napoletana
Di Carlo Casale, agente della Casa Discografica S.A.A.R. di Milano, l'idea dell'Antologia della Canzone Napoletana. Ma per convincere l'allora direttore commerciale Sergio Balloni ad intraprendere un progetto dai costi notevoli, si assume tutti gli oneri dell'insuccesso, nel caso in cui le vendite non dovessero soddisfare le aspettative di Balloni e del proprietario Walter Guertler. L'opera diverrà un successo e venne venduta in tutto il mondo in svariate edizioni e formati in oltre 100 milioni di copie in quasi quarant'anni. Passa per un breve periodo alla Casa Discografica Ariston di Carlo Alberto Rossi, dove continua la pubblicazione dei volumi dell'antologia, ma più tardi ritornerà alla S.A.A.R. per completare quest'opera unica. Accompagnato spesso al pianoforte in televisione da grandi maestri, quali Franco Zauli e l'autore della celeberrima Anema e core Salve D'Esposito. Acclamato in tutto il mondo per la sua prestante voce da tenore.

## Discografia

### Singoli
- 1959 Comm'a ll'onna/Margarita e fuoco (Phonotype Record, Universal, U 2390)
- 1959 Piove/Una marcia in fa (Phonotype Record, Universal, U 2398)
- 1959 Io sono il vento/Conoscerti (Phonotype Record, Universal, U 2399)
- 1959 Ammore celeste/'A Rosa rosa (Phonotype Record, Universal, U 2411)
- 1959 Solitudine/Stella furastiera (Phonotype Record, Universal, U 2412)
- 1960 Colpevole/Gridare di gioia (Durium, Royal, QCN 1089/QCA 1089)
- 1960 Gridare di gioia/Quando vien la sera (Durium, Royal, QCN 1090/QCA 1090)
- 1960 Sei terribile/Un po' di luna (Durium, Royal, QCN 1098/QCA 1098)
- 1960 Welcome to Rome/Olimpia rock (Durium, Royal, QCN 1099/QCA 1099)
- 1960 'O locco/Maschera (Durium, Serie Royal, QC A 1144)
- 1960 'O bbene/Escludimi (Durium, Serie Royal, QCN 1145/QC A 1145)
- 1960 Mille e mille anni/Eccoti (Durium, Serie Royal, QCN 1148/QC A 1148)
- 1962 Angela/Balliamo il twist (Let's twist again) (Durium, Serie Royal, QC A 1236)
- 1962 Sentimentale/Tu iste a Surriento (Durium, Serie Royal, QC A 1266)
- 1963 L'ha 'mpruvvisata 'o mare/Lacreme (Durium, Serie Royal, QC A 1285)
- 1963 Pazzarella pazzarè/Che voglio a te? (Durium, Serie Royal, QC A 1295)
- 1964 Eternamente t'amerò/Ritornerai da me (Durium, Serie Royal, QC A 1316)
- 1965 Bella si vuò l'ammore/Voglio credere (Durium, Serie Royal, QC A 1347)
- 1966 Napule senza te/Coccio di vetro (Italdisc, BV 174)
- 1967 'A canzona/Napule senza te (Italdisc, BV 181)
- 1972 Da sempre per sempre/La mia felicità (Fonit Cetra, SPF 31296)
- 1972 Luna maiurese/Golden moon (in Maiori) (Azienda Soggiorno Turismo - Maiori (Salerno), ASTM 01)
- 1974 Simmo 'e Napule... paisa'.../Mamma sfurtunata (Saar Records, Joker, M 7212 PR)
- 1979 La tarantella/Tammurriata nera (Ariston Records, AR 00852)
- 1981 Grarelle 'e Positano/Sciummo (Ariston Records, AR 00918)

### Album
- 1966 Eternamente t'amerò (Durium, msr A 300/015)[7]
- 1967 Panorama napoletano (Italdisc, LPBV 188)[8]
- 1973 Antologia napoletana volume 1 - Canzoni celebri dal 1880 al 1934 (Saar Records, Joker, SM 3524)
- 1973 Antologia napoletana volume 2 - Canzoni celebri dal 1839 al 1930 (Saar Records, Joker, SM 3525)
- 1974 Antologia napoletana volume 3 - Canzoni celebri dal 1888 al 1945 (Saar Records, Joker, SM 3641)
- 1974 La canzone napoletana - L'ammore (Saar Records, Joker, SM 3642)
- 1974 La canzone napoletana - I ricordi (Saar Records, Joker, SM 3643)
- 1974 La canzone napoletana - Napoli camorrista (Saar Records, Joker, SM 3644)
- 1975 Le più belle canzoni di Napoli (Saar Records, Up Superstereo International, LPUP 5021) raccolta
- 1978 Le serenate (Ariston Records, Oxford, OX 3126)
- 1978 Le tarantelle (Ariston Records, Oxford, OX 3127)
- 1979 Da Napoli con sentimento (Ri-Fi, Penny Stereo, REL-ST 19418)
- 1979 Le stagioni (Ariston Records, Oxford, OX 3154)
- 1979 Bruno Venturini sings Mario Lanza (Ariston Records, ARM 42005)[9]
- 1980 Bruno Venturini - Antologia napoletana: canzoni celebri dal 1839 al 1945 (Saar Records, UP Superstereo International, C 64) raccolta (box 3 LP)
- 1981 Core a core (Ariston Records, Oxford, OX 3204)
- 1982 A mamma e Napule (Ariston Records, Oxford, OX 3252)[10]
- 1983 ...Torna a Surriento con Anema e core...LIVE - Concerto per l'80º anniversario della canzone Torna a Surriento (Duck Record, Green Records, GRN 22001)
- 1984 Solamente per amore (Duck Record, Green Records, GRN L003)
- 1985 L'oro di Napoli (Saar Records, Joker, SR 7004) raccolta
- 1986 Mamma - 14 successi dedicati alla mamma (Duck Record, Duck Gold, GDLP 010)
- 1986 Malafemmena (Saar Records, Joker, SM 4176)
- 1986 Zappatore (Saar Records, Joker, SM 4178)
- 1987 Antologia napoletana - Carmela (Saar Records, Joker)
- 1987 Antologia napoletana - Santa Lucia (Saar Records, Joker)
- 1987 Antologia napoletana - Zappatore (Saar Records, Joker)
- 1987 Antologia napoletana - Simmo 'e Napule... paisà... (Saar Records, Joker)
- 1987 Antologia napoletana volume 4 - Canzoni celebri dall'800 al 900 (Saar Records, Joker, SM 4223)
- 1987 Antologia napoletana volume 5 - Canzoni celebri dall'800 al 900 (Saar Records, Joker, SM 4224)
- 1987 Celebri tarantelle napoletane - La Tarantella, vol. 1 (Saar Records, Joker, SM 4225)
- 1987 Celebri tarantelle napoletane - La Danza, vol. 2 (Saar Records, Joker, SM 4226)
- 1989 Bruno Venturini canta la Napoli di Caruso (Saar Records, Joker, SM 4244)
- 1989 Antologia napoletana volume 6 - Canzoni celebri dal 1830 al 1976 (Saar Records, Joker, SM 4248)
- 1989 Antologia napoletana volume 7 - Canzoni celebri dal 1825 al 1967 (Saar Records, Joker, SM 4249)
- 1989 Bruno Venturini - Antologia napoletana (Dischi Ricordi - Orizzonte) raccolta
- 1991 Antologia napoletana - volume 8 (Saar Records, Joker, SM 4268)
- 1991 Antologia napoletana - volume 9 (Saar Records, Joker, SM 4269)
- 1991 Antologia napoletana - Acquarello napoletano (Saar Records, Joker)
- 1992 Bruno Venturini - Napoletana: dal 1887 al 1947 (Dischi Ricordi - Orizzonte) raccolta
- 1993 Antologia della canzone napoletana - 'O sole mio, vol. 1 (Saar Records, Joker)
- 1993 Antologia della canzone napoletana - Funiculì funiculà, vol. 2 (Saar Records, Joker)
- 1993 Antologia della canzone napoletana - Santa Lucia, vol. 3 (Saar Records, Joker)
- 1993 Antologia della canzone napoletana - I' te vurria vasà, vol. 4 (Saar Records, Joker)
- 1993 Antologia della canzone napoletana - La tarantella, vol. 5 (Saar Records, Joker)
- 1993 Antologia della canzone napoletana - 'O paese d' 'o sole, vol. 6 (Saar Records, Joker)
- 1993 Antologia della canzone napoletana - Carmela, vol. 7 (Saar Records, Joker)
- 1993 Antologia della canzone napoletana - 'A vucchella, vol. 8 (Saar Records, Joker)
- 1993 Antologia della canzone napoletana - Caruso, vol. 9 (Saar Records, Joker)
- 1993 Antologia della canzone napoletana - Malafemmena, vol. 10 (Saar Records, Joker)
- 1994 Bruno Venturini - Antologia della canzone napoletana (Saar Records, Joker) raccolta (box 3 CD)
- 1995 Grandi pagine musicali con la grande voce di Bruno Venturini - Mamma (Saar Records, Joker)
- 1996 Grandi pagine musicali - vol. 1 (Saar Records, Joker)
- 1997 Grandi pagine musicali - vol. 2 (Saar Records, Joker)
- 2002 Omaggio a Caruso (Saar Records, Joker)
- 2005 Bruno Venturini canta Libero Bovio (Saar Records, Joker)
- 2006 Notturno d'amore (Saar Records, Joker)
- 2006 Eternamente (Saar Records, Joker)
- 2013 "The greatest hits" (Lucky Planets)

### Colonne sonore
- 1993 - Arriva la bufera, regia di Daniele Luchetti, con 'O paese d' 'o sole[11]
- 2012 - Benvenuti al Nord, regia di Luca Miniero, con Funiculì funiculà

### Partecipazioni
- 1973 Malanapoli - volume 1 (Phonotype Record, Leon Disco, SPX 10006) con la canzone Stella furastiera.
- 1985 Souvenir - 15 canzoni originali (Saar Records, Lotus, LOP 14109) con la canzone 'O sole mio.
- 1987 Souvenir d'Italia (Saar Records, Lotus, LOP 14126) con le canzoni: Maria Marì, Torna a Surriento, Funiculì funiculà e Santa Lucia luntana.
- 1988 I grandi successi degli anni '50 (Fonit Cetra) con la canzone Malafemmena.
- 1996 Souvenir di Napoli - Venturini, Villa, Anedda, Pagano, Abbate (Saar Records, Joker) con le canzoni: Marechiare e Guaglione.
- 1994 Roberto Murolo, Peppino Di Capri, Bruno Venturini (Saar Records, Joker) con le canzoni: Caruso, Reginella, Scapricciatiello, Io 'na chitarra e 'a luna, Core 'ngrato, Lacreme napulitane, Scétate, Mamma mia che vò sapè!?, Napule canta, Napule e Surriento, Comme se canta a Napule e 'O sfreggio. (box 3 CD)
- 2006 'O sole mio - Antologia della canzone napoletana: Mario Abbate, Sergio Bruni, Enrico Caruso, Fausto Cigliano, Giuseppe Di Stefano, Beniamino Gigli, Mario Merola, Roberto Murolo, Tito Schipa, Bruno Venturini, Claudio Villa, I Mandulini Napuletani (Ducale, serie Deja Vu Definitive Gold, Retro Gold) con le canzoni: Guapparia, Munasterio 'e Santa Chiara e Piscatore 'e Pusilleco. (box 5 CD)

### Edizioni particolari
- 1982 Italiacanta Napoli - Bruno Venturini: canzoni celebri dal 1887 al 1947 (Targa, ICCD 22) CD fuori produzione
- 2007 Nun me scetà - La Napoli di Bruno Venturini (Fratelli Fabbri Editori, collana La grande canzone napoletana)

### Raccolte non ufficiali
- 1996 Torna a Surriento (Butterfly Music, Replay Music)
- 1997 La voce di Napoli - Bruno Venturini: Napoli canta (Leader Music Italia/Argentina)
- 1999 L'oro di Napoli - Neapolitan songs (Saar Records)
- 2006 Le più belle canzoni napoletane (Sound Music International)
- 2012 The greatest Naple's hits - 'O sole mio, vol. 1 (Saar Records, Record Jet)
- 2012 The greatest Naple's hits - Funiculì funiculà, vol. 2 (Saar Records, Record Jet)
- 2012 The greatest Naple's hits - Luna Caprese, vol. 3 (Saar Records, Record Jet)
- 2012 The greatest Naple's hits - Caruso, vol. 4 (Saar Records, Record Jet)
- 2012 The greatest Naple's hits - Anema e core, vol. 5 (Saar Records, Record Jet)

### Discografia estera

#### Album
Argentina
- 1977 Bruno Venturini - Antologia napolitana volumen 1. Canciones célebres de 1880 a 1934 (Phono Musical Argentina, Diorama, MP 5029)
- 1977 Bruno Venturini - Canzonettas napolitanas (Tonodisc, NG Records, NG 6009)
- 1977 Bruno Venturini - Canzonettas napolitanas (Clan Dilo Records, Impacto, IMP 14006)

Australia
- 2000 Bruno Venturini canta la Napoli di Caruso (One World Records) CD + 4 bonus tracks

Francia
- 1995 Bruno Venturini - Les plus belles chansons napolitaines, vol. 1 & 2 (Sony Music Entertainment, President)
- 1995 Les plus belles chansons napolitaines par Bruno Venturini, vol. 1 (BMG France)
- 1995 Les plus belles chansons napolitaines par Bruno Venturini, vol. 2 (BMG France)

Germania
- 2002 Bruno Venturini - Le più belle canzoni di Napoli (Megaphon Music GmbH)
- 2005 Bruno Venturini - La Napoli di Caruso (Megaphon Music GmbH)

Giappone
- 1977 Bruno Venturini - 'O sole mio (King Record, Seven Seas, GP 497)
- 1986 Bruno Venturini - L'oro di Napoli, neapolitan songs (King Record, Seven Seas)

Spagna
- 1974 Bruno Venturini - Antologia napolitana vol. 1 (Alamo, AL 15041)

Stati Uniti
- 1973 Antologia napoletana volume 1 - Canzoni celebri dal 1880 al 1934 (Peters International, PLD 3723)
- 1973 Antologia napoletana volume 2 - Canzoni celebri dal 1839 al 1930 (Peters International, PLD 3724)
- 1974 Antologia napoletana volume 3 - Canzoni celebri dal 1888 al 1945 (Peters International, PLD 3841)
- 1974 La canzone napoletana - L'ammore (Peters International, PLD 3842)
- 1974 La canzone napoletana - I ricordi (Peters International, PLD 3843)
- 1974 La canzone napoletana - Napoli camorrista (Peters International, PLD 3844)

#### Partecipazioni
Argentina
- 2000 Grandes de Italia 2da Parte - Iva Zanicchi, Franco Simone, Pino D'Angiò, Bruno Venturini, Fred Buscalone, y otros... (Musica & Marketing S.A., American Recording S.A.I.C.F.I.A.) con la canzone Hablame de amor Mariù (Parlami d'amore Mariù).

Germania
- 2002 World of... Italian hits of the 50's (ZYX Records, Mint Records) con le canzoni: Dicitencello vuie, Mamma e I' te vurria vasà.
- 2003 Italo folk canzone (ZYX Records, Mint Records) con le canzoni: I' te vurria vasà e Torna a Surriento.
- 2008 World tour - Around the world: 20 stationen einer fazinierenden musikalischen weltreise (Sony Music) con le canzoni: Torna a Surriento, Dduje paravise, Comme facette mammeta e 'O sole mio.
- 2008 World tour - Amore napoletano (Sony BMG) con le canzoni: Torna a Surriento, Dduje paravise, Comme facette mammeta e 'O sole mio.

Giappone
- 1977 Tutte le canzoni napoletane (King Record, Seven Seas, GXG 19/20) con le canzoni: 'O marenariello, Maria Marì, Te voglio bene assaie, Voce 'e notte, Tu ca nun chiagne, Core 'ngrato, Dicitencello vuie e Passione.
- 1976 La storia di canzone italiana (King Record, Seven Seas, GXF 31/5) con la canzone Te voglio bene assaie.
- 1987 Napoletana - Canzone best star album on cd, Claudio Villa and Bruno Venturini (King Record, Seven Seas) con le canzoni: Te voglio bene assaie, Marechiare, Maria Marì, Piscatore 'e Pusilleco, Dicitencello vuie, Passione, 'O paese d' 'o sole, Simmo 'e Napule paisà, Voce 'e notte e 'O sole mio.
- 2000 Viva Napoli! Best of napoletana (King Record, Seven Seas) con le canzoni: Dicitencello vuie, 'O sole mio, Core 'ngrato e Torna a Surriento.

Iran
- 1967 Corriamo/Chiedilo al tuo cuore/Ninna nanna/Eternamente t'amerò - Isabella Iannetti, Janet Smith, Bruno Venturini) (Top 4 Records, EX 4180) con la canzone Eternamente t'amerò. (singolo a 45 giri)

## Videografia
- 1980: Una giornata a Sydney con Bruno Venturini (Montino's PTY. LTD. Film Management, Musical Variety Promotions)

## Riconoscimenti

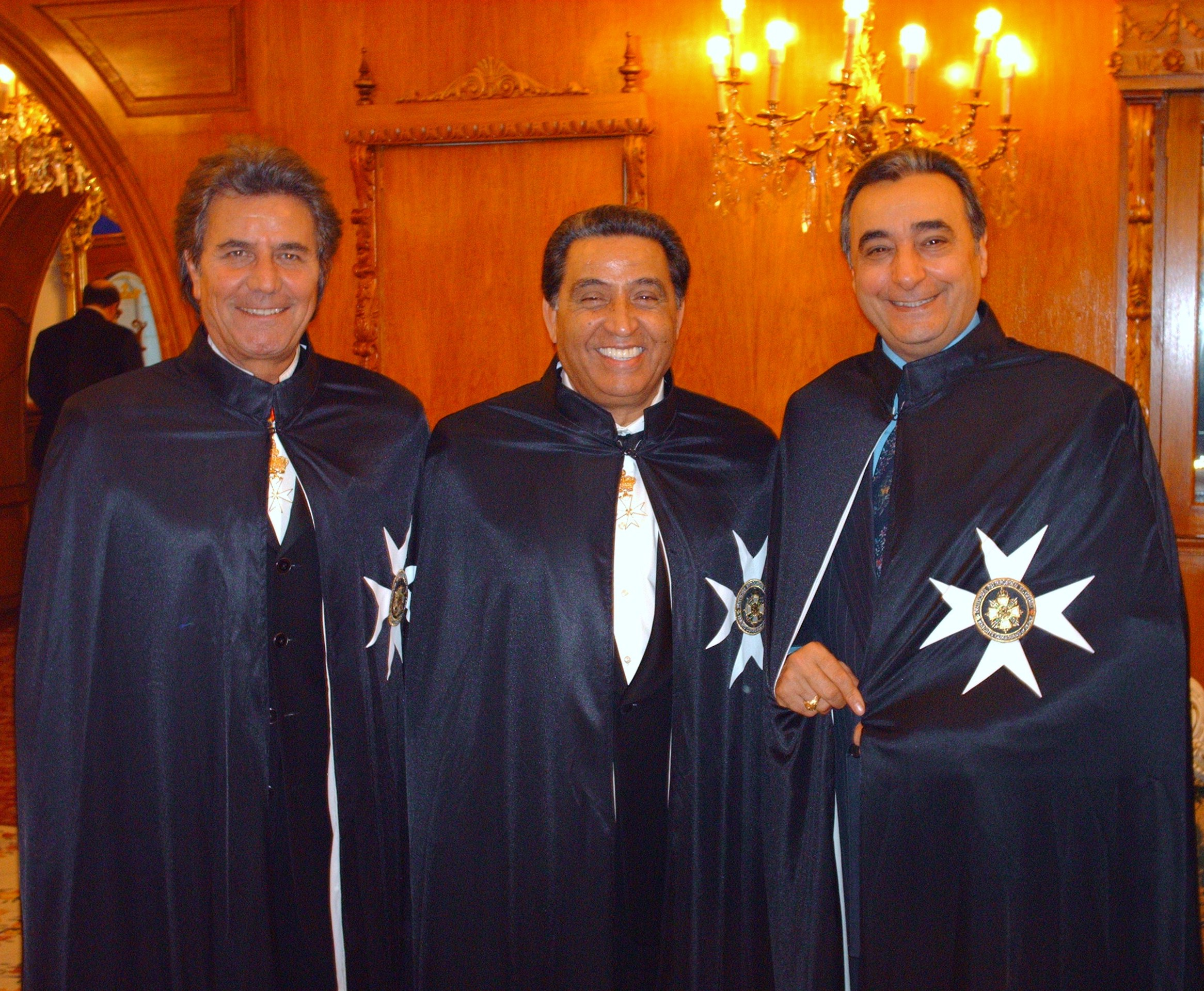
Antonello Rondi, Mario Trevi e Bruno Venturini ritratti il 26 novembre 2005 alla loro nomina di Cavaliere dell'Ordine di Malta

Tra i riconoscimenti ottenuti, nel dicembre del 1995, il Presidente della Repubblica Italiana, Oscar Luigi Scalfaro, ha nominato Bruno Venturini Grande Ufficiale della Repubblica Italiana per meriti artistici internazionali. Con la stessa motivazione, il 15 aprile 1972 è stato insignito del titolo di accademico classe Nobel dall'Accademia delle lettere, scienze ed arti di Milano. Il 26 novembre 2005 viene nominato, insieme ad Antonello Rondi, Mario Trevi e Mario Merola, Cavaliere dell'Ordine di Malta, nella cornice del Grand Hotel La Sonrisa.